# Moryń
Moryń é um município da Polônia, na voivodia da Pomerânia Ocidental e no condado de Gryfino. Estende-se por uma área de 5,54 km², com 1 600 habitantes, segundo os censos de 2016, com uma densidade de 288,8 hab/km².